# 덕천인
덕천인(德川人) 혹은 덕천사람은 1973년 조선민주주의인민공화국 평안남도 덕천군 승리산 동굴의 중간 층에서 발견된 기원전 10만년 경으로 추정되는 화석에 붙여진 이름이다. 화석은 남자의 것으로 추정되는 어금니 이빨뼈와 어깨팔뼈 화석이 발견되었다.
연대는 기원전 10만년 경으로 추산되며 호모 사피엔스의 고형으로 분류되었다가 초기 호모 사피엔스, 전기 호모 사피엔스라고 하는 불분명한 종명 대신 호모 하이델베르겐시스가 채택되면서 덕천인은 한국에 살던 호모 하이델베르겐시스로 보고 있다. 조선민주주의인민공화국에서는 이를 근거로 한반도에서 원인-구인-신인으로 진화했다고 주장하기도 한다.

## 같이 보기
- 호모 헤이델베르켄시스
- 호모 로데시엔시스
- 역포인
- 상시인